# ホルヘ・グアグア
ホルヘ・ダニエル・グアグア・タマージョ（Jorge Daniel Guagua Tamayo 、1981年9月28日 - ）は、エクアドル・エスメラルダス出身の元プロサッカー選手。元エクアドル代表。現役時代のポジションはDF（CB）。

## 経歴

### クラブ
CDエル・ナシオナルでプロデビュー。以来、エクアドル国内を中心に中南米のクラブを渡り歩いた。

### 代表
早くから将来を期待され、2001年にはエクアドル代表の一員としてFIFAワールドユース選手権に参加した。また同年にA代表でもデビュー。主要大会では2006年と2014年のFIFAワールドカップに参加した。

## 所属クラブ
ユース
- CDエル・ナシオナル 1999-2000

プロ
- CDエル・ナシオナル 2000-2006
- CAコロン 2006-2007
- CSエメレク 2007
- バルセロナSC 2008
- CDエル・ナシオナル 2009
- LDUキト 2010-2011
- アトランテFC 2012
- デポルティーボ・キト 2013
- CSエメレク 2014-2018
- グアヤキル・シティーFC（英語版） 2019
- ヌエベ・デ・オクトゥブレ（英語版） 2019

## 代表歴

### 出場大会
- エクアドル代表
  - 2006 FIFAワールドカップ
  - 2014 FIFAワールドカップ

### 試合数
- 国際Aマッチ 62試合 2得点（2001年-2015年）[1]

| エクアドル代表 | 国際Aマッチ | 国際Aマッチ |
| 年             | 出場        | 得点        |
| -------------- | ----------- | ----------- |
| 2001           | 2           | 0           |
| 2002           | 0           | 0           |
| 2003           | 0           | 0           |
| 2004           | 2           | 0           |
| 2005           | 10          | 1           |
| 2006           | 8           | 0           |
| 2007           | 7           | 1           |
| 2008           | 3           | 0           |
| 2009           | 6           | 0           |
| 2010           | 1           | 0           |
| 2011           | 1           | 0           |
| 2012           | 3           | 0           |
| 2013           | 11          | 0           |
| 2014           | 7           | 0           |
| 2015           | 1           | 0           |
| 通算           | 62          | 2           |

## タイトル
CDエル・ナシオナル
- セリエA: 2005 クラウスーラ

LDUキト
- セリエA: 2010
- レコパ・スダメリカーナ: 2010

CSエメレク
- セリエA: 2014, 2015, 2017